# Лудвигсфелде
Лудвигсфелде (њем. Ludwigsfelde) град је у њемачкој савезној држави Бранденбург. Једно је од 16 општинских средишта округа Телтов-Флеминг. Према процјени из 2010. у граду је живјело 24.179 становника. Посједује регионалну шифру (AGS) 12072240.

## Географски и демографски подаци
Лудвигсфелде се налази у савезној држави Бранденбург у округу Телтов-Флеминг. Град се налази на надморској висини од 43 метра. Површина општине износи 109,3 km². У самом граду је, према процјени из 2010. године, живјело 24.179 становника. Просјечна густина становништва износи 221 становника/km².

## Међународна сарадња
| Мјесто | Држава    | Врста сарадње | Од    |
| ------ | --------- | ------------- | ----- |
|        | Пољска    | контакт       | 2000. |
| Занте  | Летонија  | контакт       | 2000. |
|        | Француска | контакт       | 2000. |
|        | Словачка  | контакт       | 2000. |
| Извор  |           |               |       |